# 涪陵长江大桥
涪陵长江大桥是重庆市涪陵区的一座跨越长江上的公路桥梁，北接涪陵区江北黄旗，南接天子殿。大桥北桥头为长涪高速公路终点，南岸通过迎宾大道接入城区道路网。大桥全长631m，主跨330m，于1994年11月开工建设，1997年5月建成通车。

## 技术参数
涪陵长江大桥是一座双塔双索面PC梁斜拉桥，全长631m，主跨330m，跨径布置为43+97+330+97+43m。桥面宽18m米，4车道，引道长5.3公里，桥高163米。

## 其他
由于部件老化等原因，涪陵长江大桥于2012年8月15日起进行全封闭大修，对全桥斜拉索进行更换，更换桥面铺装。2013年1月31日，维修完成，大桥恢复通行。